# Wittern (Adelsgeschlecht)

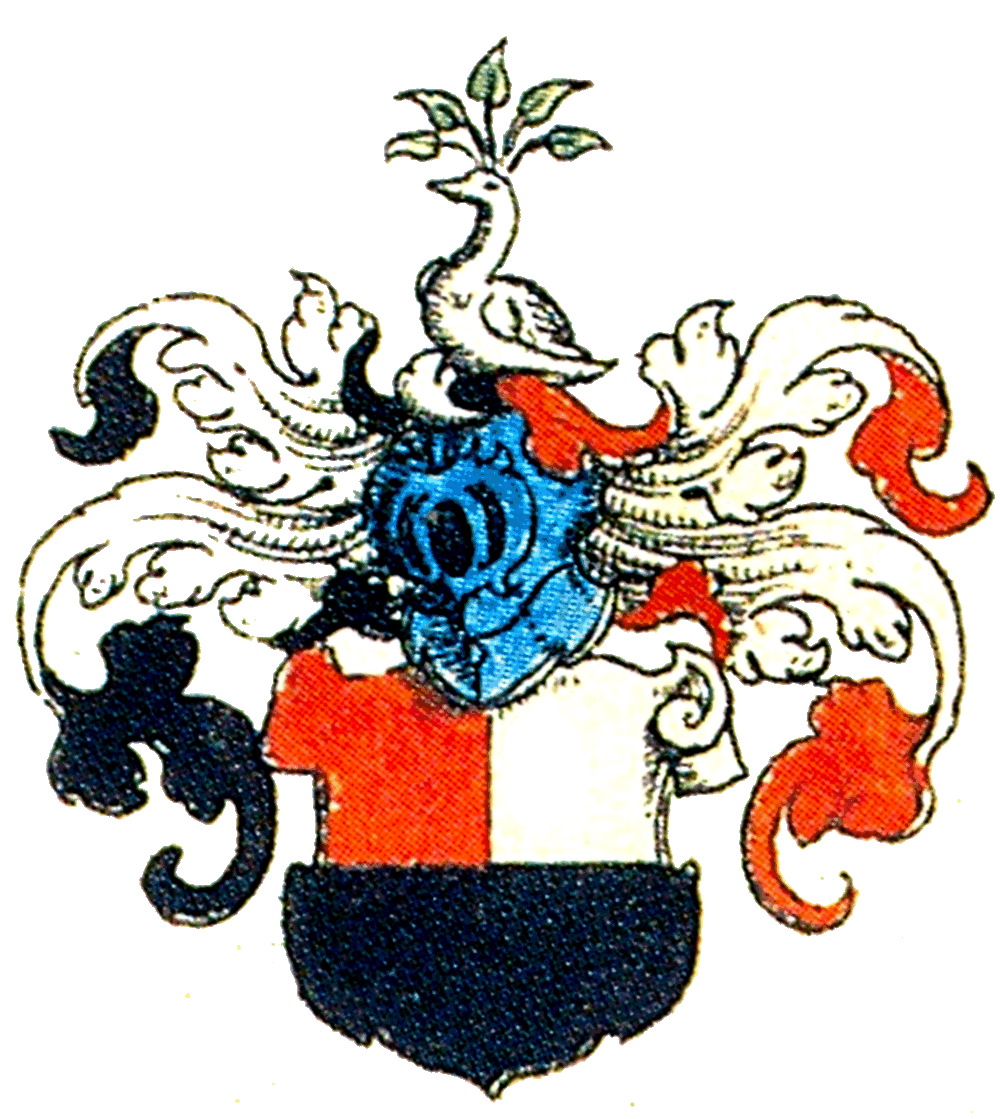
Wappen derer von Wittern in Siebmachers Wappenbuch (1605)

Die von Wittern (auch Witte, Wittem, Witterda und Witterde) sind ein altes, thüringisches, noch heute existierendes Adelsgeschlecht, mit Stammsitz auf Witterda bei Erfurt.

## Geschichte

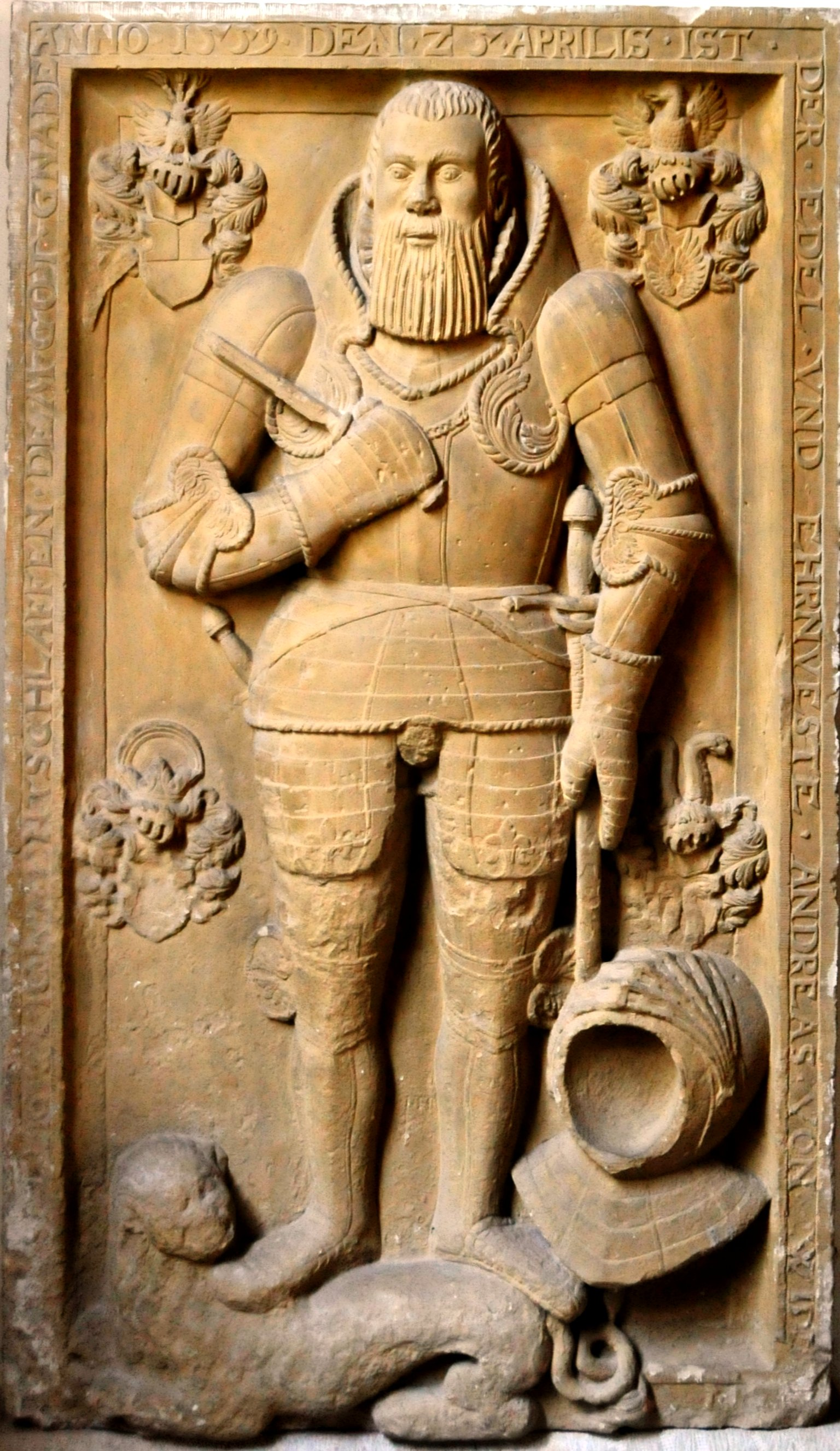
Grabstein von Andreas von Wittern (1559) in der Dietendorfer Kirche

Das Geschlecht erscheint erstmals urkundlich am 14. Juni 1143 mit dem Erzbischöflichen Mainzer Ministerialen Wernherus de Withera, mit dem auch die Stammreihe beginnt. Im Zusammenhang mit dem mittelalterlichen Wohnturm in Wandersleben wird ein miles („Ritter“) Theodoricus de Witterde als Zeuge in einer Urkunde erwähnt. 1329 wird ein Henricus von Witterde vice dominus der Burg Gleichen genannt. 1407 wird ein Heinrich von Wittern mit dem Rittersitz Dietendorf belehnt. Das Geschlecht nannte sich bis Mitte des 15. Jh. „von Witterde“. 
Das Geschlecht war in der Erfurt-Arnstädter Region unter anderem in Klettstedt, Saufeld, Bad Tennstedt, Dietendorf, Mühlberg, Tannroda und um Bad Langensalza, Wandersleben und Wundersleben (ab 1556) begütert. In Wandersleben wird mit Caspar Melchior von Witterde die Familie im Jahre 1631 letztmals genannt. Die Familie von Wittern spielte bis Anfang des 18. Jahrhunderts eine bedeutende Rolle. Davon zeugt auch der in der Dietendorfer Sankt-Johannis-Kirche befindliche Grabstein des Edlen Andreas von Wittern aus dem Jahre 1559.

## Wappen
Blasonierung: Der Schild ist geteilt, oben von Rot und Silber gespalten, unten Schwarz. Auf dem Helm ein Kopf samt Hals eines linkssehenden Adlers, der mit 3 (rot-schwarz-silbern) Hahnenfedern besteckt ist. Die Decken sind rechts rot-silbern, links schwarz-silbern.